# Jasper de Laat
Jasper de Laat (17 de febrer de 1994) és un ciclista neerlandès, professional des del 2017 i actualment a l'equip JEGG-DJR Academy.